# Special Olympics Tansania
Special Olympics Tansania (englisch: Special Olympics Tanzania) ist der tansanische Verband von Special Olympics International, der weltweit größten Sportbewegung für Menschen mit geistiger Beeinträchtigung und Mehrfachbeeinträchtigung. Ziel ist die sportliche Förderung dieser Personengruppe und die Sensibilisierung der Gesellschaft für sie. Außerdem betreut der Verband die tansanischen Athletinnen und Athleten bei den Special Olympics Wettbewerben.

## Geschichte
Special Olympics Tansania wurde 1987 mit Sitz in Daressalam gegründet.

## Aktivitäten
2015 waren 16.678 Athletinnen, Athleten und Unified Partner sowie 298 Trainer bei Special Olympics Tansania registriert. Der Verband nahm 2017 an den Programmen Law Enforcement Torch Run (LETR), Athlete Leadership, Healthy Athletes, Young Athletes, Family Health Forum, Volunteer Program und Unified Sports teil, die von Special Olympics International ins Leben gerufen worden waren.

### Sportarten
Folgende Sportarten wurden 2017 vom Verband angeboten: 
- Fußball (Special Olympics)
- Handball (Special Olympics)
- Leichtathletik (Special Olympics)
- Schwimmen (Special Olympics)
- Volleyball (Special Olympics)

### Teilnahme an Weltspielen vor 2020
• 2015 Special Olympics World Summer Games, Los Angeles, USA (8 Athletinnen und Athleten)
• 2019 Special Olympics, World Summer Games, Abu Dhabi

### Teilnahme an den Special Olympics World Summer Games 2023 in Berlin
Special Olympics Tansania nahm an den Special Olympics World Summer Games 2023 teil. Die Delegation wurde vor den Spielen im Rahmen des Host Town Program von Quedlinburg  betreut. Das Team gewann bei diesen Weltspielen eine Bronzemedaille.